# Julien Vervaecke
Julien Vervaecke (Dadizele, 3 novembre 1899 – Roncq, 24 maggio 1940) è stato un ciclista su strada belga.
Professionista dal 1925 al 1936, specialista delle classiche del nord vinse il Grand Prix Wolber nel 1928, la Parigi-Roubaix 1930, la Parigi-Bruxelles 1932 ed anche due tappe al Tour de France, corsa che chiuse al terzo posto nel 1927. Fu ucciso nel 1940 da soldati polacchi dell'esercito britannico. Anche suo fratello Félicien Vervaecke fu un ciclista professionista.

## Carriera
Vervaecke iniziò a correre fra i professionisti nel 1924. Fino al 1926 rimase nella categoria indipendenti e ottenne diversi risultati, tra i quali le vittorie nel Circuito Franco-Belga 1925 e 1926 e il quarto posto al Giro delle Fiandre 1926.
Questi gli permisero di passare alla Peugeot, squadra con la quale nel 1927 corse il suo primo Grande Giro, il Tour de France, in cui riuscì a vincere una tappa e a raggiungere il terzo posto della classifica generale. Sempre nel 1927 fu quinto al Giro delle Fiandre e settimo alla Parigi-Tours dimostrando così ancora una volta di essere adatto alle classiche, in particolare a quelle cosiddette del pavé.
Nel 1928 fu quinto al Tour de France e settimo al Giro delle Fiandre, partecipò anche alla Vuelta al País Vasco che concluse quarto. Fu anche convocato per partecipare al Grand Prix Wolber, che allora era considerato una sorta di campionato del mondo, riuscendolo a vincere.
Nel 1929 vinse la sua seconda ed ultima tappa al Tour de France e ottenne ancora numerosi piazzamenti nelle corse in linea sia belghe che francesi.
Nel 1930 vinse la Parigi-Roubaix, ma la vittoria gli fu assegnata a tavolino. Entrato nell'ultima fuga vincente con il francese Jean Maréchal, negli ultimi chilometri Vevaecke cadde in un fossato e al traguardo, giunto secondo, accusò Maréchal di averlo fatto cadere. Dopo una ricostruzione completa con testimonianze e interrogatorio dei due ciclisti, e la vittoria fu data a Vervaecke.
Anche nel biennio 1931-1932 i successi e i piazzamenti continuarono ad essere numerosi, fra tutti il sesto posto al Tour de France 1931 e la vittoria nella Parigi-Bruxelles 1932. Nello stesso anno colse un secondo posto alla Parigi-Roubaix, piazzamento che fu uno degli ultimi prima del ritiro nel 1937, che avvenne non prima di aver vinto una tappa nella Paris-Nice.

## Palmarès
- 1925 (indipendenti)

Classifica generale Circuit Franco-Belge
Classifica generale Circuit minier et métallurgique du Nord
- 1926 (indipendenti)

Classifica generale Circuit Franco-Belge
- 1927 (indipendenti)

16ª tappa Tour de France
- 1928

Grand Prix Wolber
Omloop van Belgie
- 1929

15ª tappa Tour de France
Parigi-Lens
- 1930

Parigi-Roubaix
- 1931

Grand Prix Berchem-Aundenaerde
- 1932

Parigi-Bruxelles
- 1937

5ª tappa, 1ª semitappa Parigi-Nizza

### Altri successi
- 1924 (individuali)

Circuito di Loeve
Circuito di Menin
- 1933

Kermesse di Berchem Oudenaarde - Criterium di Berchem

## Piazzamenti

### Grandi Giri
- Tour de France

1927: 3º
1928: 5º
1929: 8º
1931: 6º
1933: non partito (7ª tappa)
- Giro d'Italia

1932: 11º

### Classiche monumento
- Giro delle Fiandre

1926: 4º
1927: 5º
1928: 7º
1929: 8º
1930: 8º
1931: 6º
1932: 35º
1933: 30º
1935: 26º
- Parigi-Roubaix

1927: 15º
1928: 15º
1929: 6º
1930: vincitore
1932: 9º
1933: 2º
- Liegi-Bastogne-Liegi

1925: 13º
1930: 4º
1931: 8º